# 第四次英蘭戦争
第四次英蘭戦争（英語: The Fourth Anglo-Dutch War、オランダ語: Vierde Engels-Nederlandse Oorlog、1780年 - 1784年）は、グレートブリテン王国（イギリス）とネーデルラント連邦共和国（オランダ）の間の戦争。第四次英蘭戦争はアメリカ独立戦争と同時期の戦争であり、オランダがイギリスの敵国との貿易を継続したこととその適法性をめぐる英蘭間の紛争に起因した。
オランダは正式にはアメリカ合衆国とその同盟国と同盟を締結していなかったが、米国のジョン・アダムズ大使（後の第2代米国大統領）は1782年4月にオランダとの外交関係の樹立に成功、オランダは大陸会議を承認する外国としては2国目となった。10月には友好通商条約も締結された。
戦争の大半はイギリスによるオランダ植民地への軍事行動に終始したが、ヨーロッパ水域ではオランダ沖で一度戦っただけにとどまった。戦争はオランダにとって災難的な結果に終わり、同国の政治と経済基盤の脆弱さが露呈した。

## 背景
グレートブリテン王国とネーデルラント連邦共和国は1688年の名誉革命以降、同盟関係にあったが、オランダは同盟の弟分になり、世界貿易への支配を徐々にイギリスに奪われていった。第二次無総督時代のオランダは大国でいることをほとんど放棄しており、オーストリア継承戦争でそれが否が応でも露呈してしまった。終戦間近の1747年、オラニエ派による革命はオランダ総督の権限を大きく強化して復活させた（総督が世襲制になった）。しかし、総督のウィレム5世の幼少期の摂政とウィレム5世の親政後の両方に失政が重なったことで、共和国は大国の座を取り戻せなかった。その代わり、共和国は七年戦争中に頑として中立を守り、さらにその結果として陸軍と海軍の整備を怠った。ウィレム5世がイギリス国王ジョージ2世の孫だったこともあり、総督は親英派だったが、その政敵は同じ理由により親仏派だった。これらの政敵はスターテン・ヘネラールで有力だったためオランダに中立政策をとらせることに成功した。
13植民地の反乱鎮圧にあたって、イギリスは最初はオランダを同盟国として扱った。イギリスはヘッセンやブラウンシュヴァイク兵を雇ったのとおなじように、ネーデルラント連邦共和国陸軍のスコットランド人傭兵大隊を「借り」ようとした。しかし、この動きはジョアン・デルク・ファン・デル・カペラン・トット・デン・ポル男爵率いる、オランダ国内のアメリカ独立革命支持派に強く反対され、しかもスターテン・ヘネラールも革命支持派に動かされてイギリスの要請を断った。
さらに重要なことに、オランダ商人、特にアムステルダムの商人はアメリカ独立戦争の開戦直後より反乱軍への武器と弾薬の提供に関わった。この貿易は主にオランダ西インド会社のカリブ海植民地であるシント・ユースタティウス島の積替港を経由して行われた。たばこやインディゴなどアメリカ植民地の産物は（イギリスの航海条例に反して）シント・ユースタティウスに輸出された後、ヨーロッパに再輸出される。戻りの便ではオランダやフランス商人がシント・ユースタティウス島に運んだ武器、弾薬、船用需品が運ばれた。1776年にシント・ユースタティウス総督ヨハネス・デ・グラーフがアメリカ合衆国の国旗に礼砲を放ったこともイギリスの疑心を煽る結果になり、1778年にはオランダがイギリス側で参戦することを拒否した。イギリスは1678年、1689年、1716年に締結された古い条約を持ち出してオランダに軍事援助を迫ったが、オランダ政府は七年戦争で中立を守ったのと同様に、今回も拒否した。
フランスがイギリスに宣戦布告した後、アムステルダムの商人は船用需品をフランスにも売るようになった。フランスは海軍の建設にこれらの船用需品を必要としたが、イギリス海軍に海上封鎖されていたため自分で輸入できなかった（当時のフランス海軍はイギリス海軍より弱体だった）。オランダは第二次英蘭戦争で勝利して、「自由海運、自由貨物」（free ship, free goods）の原則と呼ばれる規定を勝ち得た。この規定ではオランダが中立に留まった戦争において、オランダ船は戦時禁制品を除きイギリスの捕獲審検所に品物を没収されないという航海の自由を得る。この規定を盛り込んだ1668年の英蘭通商条約（1674年のウェストミンスター条約で再確認）によると、船用需品（船の木材、マスト、円材、キャンバス、タール、縄、ピッチなど）は戦時禁制品に含まれず、オランダはフランスとの貿易を継続する権利がある。オランダはヨーロッパ貿易においていまだに重要な役割を果たしているため、イギリスの禁輸政策の抜け穴になった。そのため、イギリスは一方的に船用需品を戦時禁制品と定め、オランダなど中立国の船を拿捕して禁輸を実施した。
これはオランダ商人からの強い抗議に遭い、商人たちはイギリス海軍と私掠船から身を守るためにオランダ海軍の護送を要求した。国際法ではこのような護送船団は交戦国の臨検捜索を免除されると定められている。ウィレム5世は最初は護送の要求に抵抗したが、フランスがわざとウィレム5世を支持したオランダの都市に経済制裁を与えて、外交から圧力をかけたため、1779年11月には屈服せざるをえなかった。スターテン・ヘネラールは護送を行うよう命じ、1回目の船団はローデウェイク・ファン・ベーラント提督を指揮官として、1779年12月に出航したが、1779年12月31日の屈辱的なフィールディングとベーラント事件に終わり、オランダ世論は激高してウィレム5世の立場が悪化した。これによりオランダは「自由海運、自由貨物」原則を支持する第一次武装中立同盟への参加を模索するようになり、特にイギリスが正式に1668年の通商条約を廃棄した後は中立を維持するために同盟の参加国からの支援を期待した。

## 戦争

### 宣戦布告
イギリス政府はオランダの同盟参加の危険性が分かっており（イギリスがロシアやスウェーデン、デンマーク＝ノルウェーといった北ヨーロッパ諸国との戦争に巻き込まれる可能性がある）、オランダが同盟参加の意向を示した直後の1780年12月にオランダに宣戦布告した。ロシアがオランダに援助することを防ぐために（ロシア女帝エカチェリーナ2世も援助に前向きではなかったが）、イギリス政府は開戦事由にオランダの同盟参加と関係ないものを挙げた。例としてはオランダが1779年に私掠船長ジョン・ポール・ジョーンズを（嫌々ながら）保護したことがあるが、より重要な理由はアムステルダムの銀行家ジャン・ド・ヌフヴィルと米国の駐アーヘン代表ウィリアム・リーがオランダの法律顧問のエンゲルベルト・フランソワ・ファン・ベルッケルに黙認されて、秘密裏に通商条約を交渉したことだった。大陸会議がオランダとの外交関係樹立のために派遣したヘンリー・ローレンスが1780年9月にイギリスの巡洋艦ヴェスタルにより捕らわれ、通商条約の草案が発見されてしまったことで交渉が露見、イギリスはこれをオランダが中立ではない証拠として挙げた。

### 戦争の経過
オランダの海軍力は1712年より弱体化していた。艦隊は長らく顧みられず、開戦時点で戦列艦を20隻しか保有していなかったオランダ海軍はイギリス海軍の敵ではなかった。スターテン・ヘネラールは輸送船団派遣が決定される直前の1779年に海軍の大幅拡張を決め、海軍建設計画に必要な資金も供与したが、計画の実施は緩慢だった。またオランダ海軍の賃金が傭兵の海兵隊のそれよりも低く、イギリス海軍で行われたような強制徴募をしなかったことも災いした。開戦直後にイギリスが西インドでオランダ側が開戦をまだ知っていないことを利用して、オランダの軍艦を数隻拿捕したことでオランダが使える軍艦の数がさらに減った。例えば、ウィレム・クルル提督率いる護送船団はこの理由により1781年2月にシント・ユースタティウス島近くで失われ、短い海戦の中でクルル自身も戦死した。別の海戦ではベーラント船長（前出のベーラント提督のいとこ）が自身の船とともに降伏した。
オランダ艦隊の貧弱さと「準備が整っていない」状態はオランダの海軍指揮官、特にテセル艦隊を率いたアンドリース・ハートシンク海軍中将（Andries Hartsinck）が艦隊を港内に留まらせる格好の口実になり、北海の制海権をそのままイギリスの海上封鎖艦隊に譲った。その結果、開戦から数週間で合計1,500万ギルダーの貨物を載せたオランダ商船200隻がイギリスに拿捕され、さらに300隻が外国の港に封鎖された。
オランダ海軍が不活発だったもう1つの理由は外交努力が止まず、オランダ政府に戦争が短期間で終結するという幻を見せていたからだった。エカチェリーナ2世はオランダに援助することには同意しなかったが、紛争の仲介には活発だった。イギリスもオランダも交渉に応じ、結果は失敗に終わったが軍事行動を減らす一助になった。
イギリス政府はオランダに戦争の早期終結を申し入れ、特に1782年3月にノース卿の内閣が倒れ、ロッキンガム＝フォックス連合内閣が成立した後はさらに活発であり、フォックスはオランダ政府に有利な条件で単独講和を申し入れた。しかし、オランダはちょうど海軍活動でフランスと「共同歩調」をとることを約束したばかりであり、単独講和はもはや選択肢ではなかった。それでもウィレム5世は国内のフランス同盟支持を押し切って、フランスとの軍事同盟を拒否した。
戦争自体は主に3つの戦場で戦われた。イギリスはヨーロッパにおけるオランダの港口を海上封鎖、世界中のオランダ植民地に遠征してそれを占領した。アフリカのオランダ領黄金海岸（現ガーナ）にあるエルミナ城へのトマス・シャーリーによる遠征のみ失敗した。西インドでも多くのオランダ領土がイギリスに奪取されたが、キュラソー島などは守備の堅さにより攻撃されなかった。

#### 西インドの戦闘

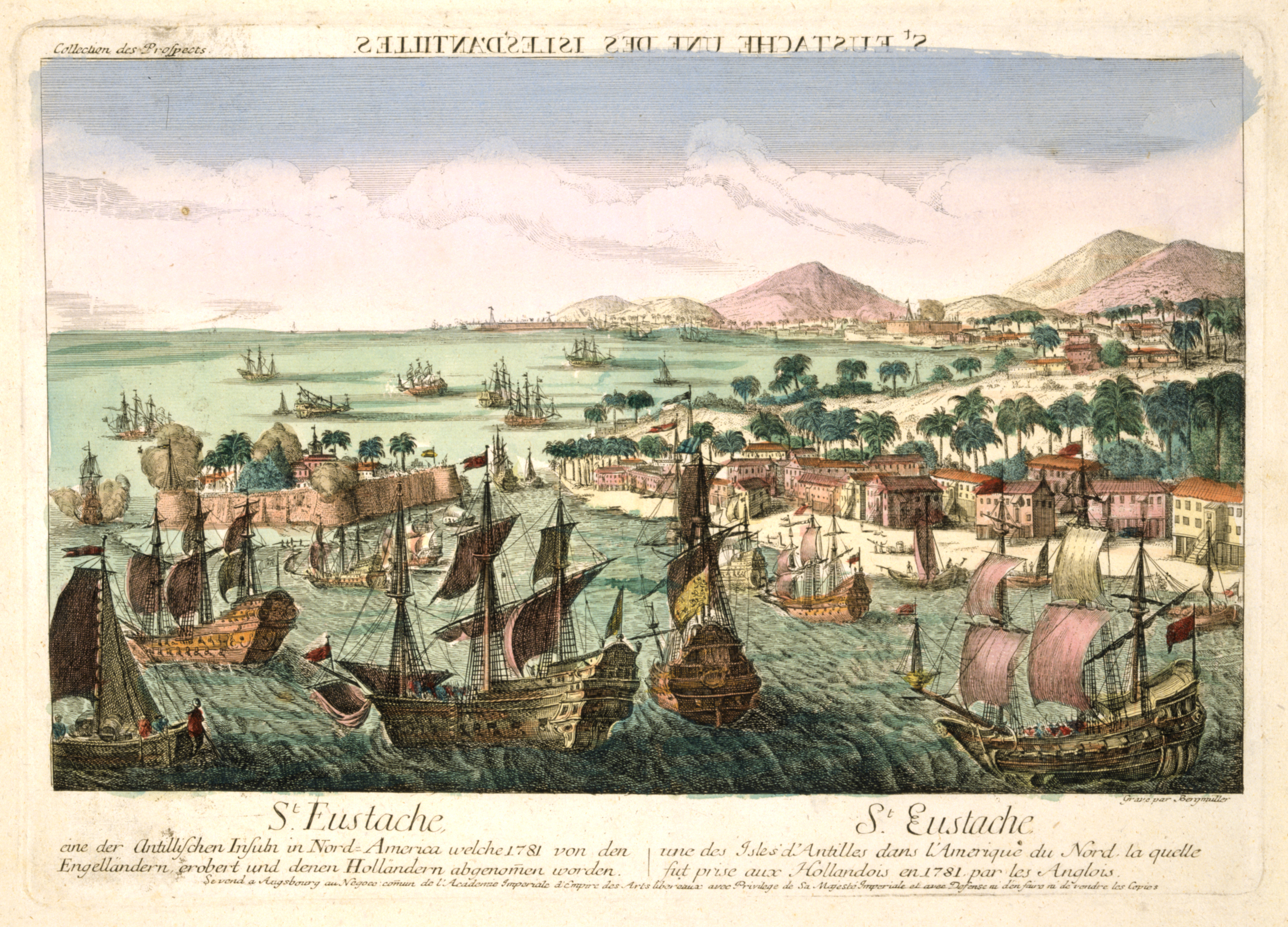
1781年2月、イギリス艦隊によるシント・ユースタティウス島占領。島は後にイギリスに略奪された。

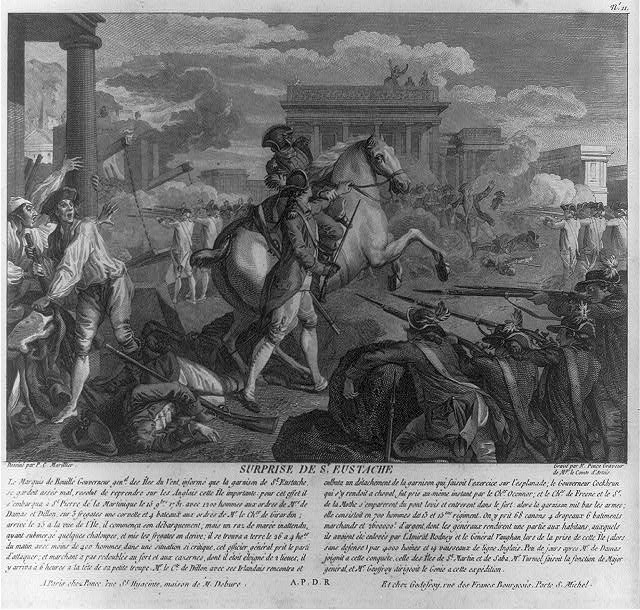
同年、フランスの上陸軍がシント・ユースタティウス島を奪回した。

オランダにとって、西インドにおける戦争はほぼ開戦前に終結していた。イギリス海軍のリーワード諸島駐屯地の指揮官であるジョージ・ロドニー提督は宣戦布告の報せが届くと即座に出撃、まだ開戦を知らない多くのオランダ軍艦や商船を驚かしつつカリブ海のオランダ植民地、すなわちシント・ユースタティウス島、サバ島、シント・マールテンを攻撃した。シント・ユースタティウス島は1781年2月3日に占領され、それまでアメリカ反乱軍への武器提供に重要な役割を果たしていただけあってロドニーに完全に破壊された。彼は特にシント・ユースタティウス島のユダヤ人商人に報復した。島にあった全ての貨物は没収され、オランダ人、アメリカ人、フランス人、イギリス人にかかわらず商人全員が追放された。戦利品の一部はその場で競売にかけられたが、多くがイギリス行きの護送船団に載せられた。この護送船団の多くは後に英仏海峡でトゥサン＝ギヨーム・ピケ・ド・ラ・モット率いるフランス艦隊に拿捕されたが、フランスは貨物をオランダに返還しなかった。
オランダ領リーワード・アンティル諸島とオランダ領スリナムは攻撃されたがオランダ領に留まり、一方近隣のエセキボ植民地、ベルビセ植民地、デメララ植民地は1781年にはすでにイギリスに占領された。これらの植民地は1782年にフランスのアルマン・ド・ケルサンに奪回され、戦後にオランダに返還された。

#### ヨーロッパの戦闘
ハートシンク提督は自身の艦隊を危険に晒すことを何としても防ぎたかった。しかし、テセルの碇泊所より先の航海安全に関する政治からの圧力は強まり、イギリスの護送船団の拿捕とオランダ船の護送の試みが慎重に行われた。それでもヨハン・ゾウトマン提督と副官のヤン・ヘンドリック・ファン・キンスベルゲンが通常よりも強い護送船団を率いたとき、1781年8月にドッガー・バンクの海戦でハイド・パーカー提督率いるほぼ同程度の実力を有するイギリス艦隊に遭遇、戦術的に引き分けた。
もう1つの試みは後にブレスト事件として知られるようになる、フランス海軍との合流の試みである。1782年9月、オランダの政治家が躊躇しながらようやくフランスと「共同歩調」をとることに同意すると、ちょうど英仏海峡にいたイギリス艦隊が北へ移動したこともあってオランダの戦列艦10隻で構成された艦隊にブレストのフランス艦隊と合流する機会があるように思えた。しかし、ハートシンクはやはり反対、イギリス船が伏兵として残っているとの情報を証拠に挙げた。この情報が誤報であるとわかると、ウィレム5世はローデウェイク・ファン・ベーラント伯爵を指揮官として、ハートシンクに艦隊派遣を命じた。しかし、これまで無数と起こったように、ベーラントは艦隊を調査した後、それらの船の「準備が整っていない」として出航を拒否した。この決定はほかの海軍将官からも支持されたが、ウィレム5世をも飲み込むほどの政界の嵐が巻き起こる結果になった。というのも、ウィレム5世は海軍の総指揮官として、艦隊の準備ができていることと戦略上の決定に責任があるからだった（海軍将官も戦術上、運営上の責任があり、船の「準備が整っていない」状態自体に責任を負う必要があるが）。ウィレム5世の政敵たちは詳しい取り調べを要求したが、調査は長引き、終戦から数年後の1787年にウィレム5世が全ての権力を取り戻した後に静かに終結した。
ドッガー・バンクの海戦を除き、ヨーロッパ水域では大規模な海戦が起こらず、イギリスによる海上封鎖はオランダ艦隊からほとんど挑戦されなかったが、海上封鎖自体はイギリスの海員に悪影響を及ぼした。すなわち、イギリスの海員は海上封鎖を維持するために長期間海上に残る必要があり（ときには壊血病の危機にも晒された）、船体も消耗していた。また、北海の制海権を保つ必要があるため、すでにあちこちで戦わなければならなかったイギリス海軍は1781年以降さらに緊迫した状態になった。オランダ海岸の海上封鎖を維持するために使った船は対フランス、アメリカ、スペインで使えず、1781年以降のイギリス海軍の敗北の一因となった可能性がある。

#### アジアの戦闘

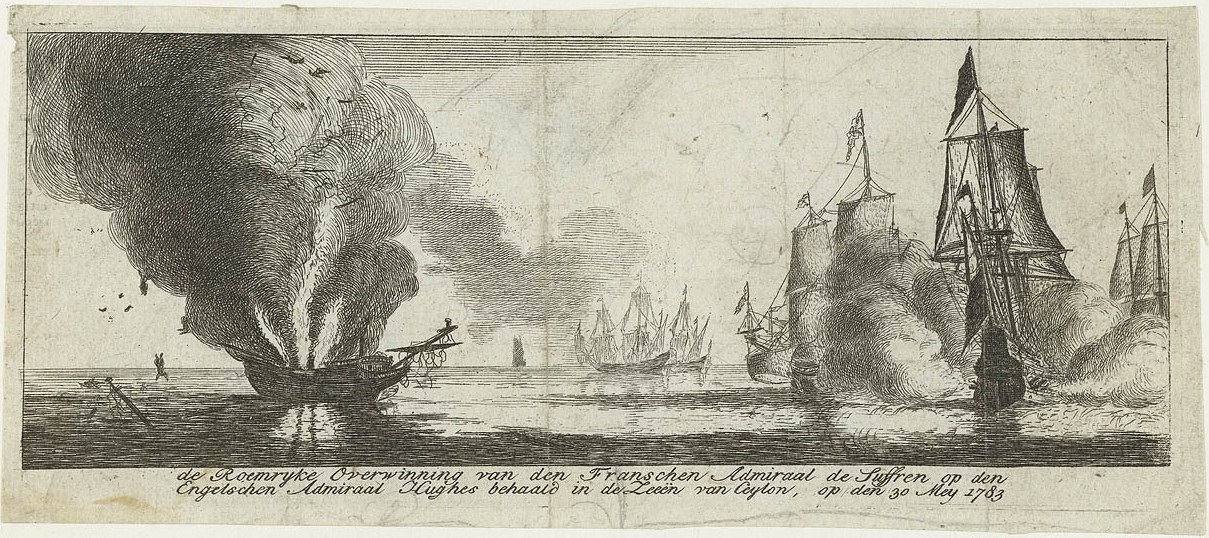
「フランスのシュフラン提督のセイロン海域におけるイギリスのヒューズ提督に対する名誉な行動」。フランス海軍は英蘭戦争に介入して、アジアにおけるオランダ植民地を救おうとした。

オランダ東インド会社はそれまで、ケープ植民地より東にある自身の植民地を自分で守る責任を負ったが、第四次英蘭戦争ではじめてオランダ海軍からの援助を必要とした。しかし、最初は船が不足し、使える海軍だけではイギリスがオランダ植民地を実効支配することを防げなかった（例えば、インド亜大陸におけるオランダ植民地は全て占領された）。1782年初、イギリスのサー・エドワード・ヒューズはセイロンの東海岸にある、ベンガル湾最良の港口とされるトリンコマリーを占領した。
1781年3月、イギリスのジョージ・ジョンストーン提督はケープ植民地を占領すべく派遣された。すでにインドに艦隊を派遣することを計画していたフランスはケープ植民地侵攻に関する情報を得て、インドに派遣される予定だった艦隊の指揮官ピエール・アンドレ・ド・シュフランにジョンストーンよりも早くケープ植民地に到着することを試みるよう命じた。ジョンストーンとシュフランが偶発的にポルト・プラヤの海戦を戦った後、シュフランはジョンストーンよりも早く到着することに成功、フランス軍の実力でジョンストーンに植民地攻撃を取りやめさせた。サルダーニャ湾の海戦でオランダ東インド会社の船を数隻拿捕した後、ジョンストーンは北大西洋水域に戻った。
シュフランはそのままイル・ド・フランス（現モーリシャス）、続いてインドに向かった。インドに到着すると、ヒューズに対し軍事行動を起こした。例えば、1781年にイギリスに占領されたオランダ領ナーガパッティナムの奪回を試みたが、ヒューズに阻まれ失敗した。8月にはトリンコマリーの海戦でトリンコマリーを再占領、海戦ではヒューズと膠着に持ち込むことに成功した。その後は両艦隊とも撤退、イギリスはボンベイで、フランスはオランダ植民地のスマトラ島で艦隊の修理を行った。両艦隊は1783年のカッダロールの海戦で再び交戦、またしても決着しなかったが、このときには講和交渉が進んでいるとの報せがインドにも届いた。
スマトラでは1781年8月に開戦の報せが届いた。オランダとイギリスの東インド会社ともスマトラに交易所を設けていたが、イギリス側のマールバラ砦ではスマトラ西海岸にある全てのオランダ交易地を破壊するとの命令が届いた。幸運なことに、イースト・インディアマン5隻が直後に到着したため、イギリス東インド会社当局は行動を起こした。会社の総裁の1人であり、艦隊と会社の兵士100人を率いたヘンリー・ボサム（Henry Botham）はパダンに向けて出航した。8月18日、パダンにいるオランダ東インド会社の総督ヤコブ・ファン・ヘームスケルク（Jacob van Heemskerk）はボサムの軍勢が比較的に弱いことに気付かず、戦わないままスマトラ西海岸全ての交易地を代表して降伏した。これによりイギリスは合計50万フローリンの戦利品を得た。パダンは1784年にオランダ東インド会社に返還されたが、パダンの要塞は返還の前に破壊された。

## 停戦とパリ条約の締結
オランダは終戦までフランスとその同盟国とは正式な軍事同盟を締結しなかった。一方、アメリカとは1782年4月にヘンリー・ローレンスの後任であるジョン・アダムズの働きかけもあってスターテン・ヘネラールから国家承認が行われ、続いて10月には友好通商条約が締結された。これによりオランダはアメリカ合衆国を承認した2国目となった（1国目はフランス、3国目はスペイン）。アダムズはほかにもまだ重要性のあったオランダの金融市場で大規模な借款を行うことに成功した。
オランダはフランスのヴェルジェンヌ外相が提唱した講和会議に参加した。しかし、オランダの要求はフランスの支持を得ておらず、フランスとその同盟国が包括的な講和条約を締結するとオランダの立場は維持できないことが明らかになり、オランダはやむなく包括的な講和条約が締結される直前に予備講和条約を締結した。またオランダは1783年1月の英仏間の停戦協定にも加入した。1783年から1784年のパリ条約によりインドのナーガパッティナムがイギリスに割譲され、セイロンがオランダに返還された。イギリスの商人が参戦した主な目的であったオランダ領東インドにおける自由貿易権の獲得も成功した。フランスがイギリスから再占領したオランダ植民地（一例としてはシント・ユースタティウス島があり、同島は1781年2月にロドニー提督によって占領されたが、フランスのド・グラス提督によって1781年11月27日に奪回された）もオランダに返還された。

## その後
戦争はオランダにとって壊滅的な結果に終わり、特に経済で大打撃を受けた。また18世紀におけるオランダの勢力の衰退を証明した形となった。戦争直後、ウィレム5世の政敵は壊滅的な結果の原因をウィレム5世の失政に帰し、彼らはやがて愛国党として集結した。愛国党は一時的に第二次無総督時代を終結させた1747年革命における改革の一部を元に戻すことに成功したが、プロイセン王国とイギリスの軍事介入により1787年に鎮圧された（プロイセンのネーデルラント進駐）。愛国党は海外逃亡を余儀なくされたが、フランス革命で成立したフランス第一共和政を後ろ盾に1795年に舞い戻り、バタヴィア共和国を建国した。ネーデルラントはイギリスの戦略思考に重きをなし続け、イギリスが1793年、1799年、1809年と何度もネーデルラントへ遠征軍を派遣する結果となった。